# 創造情緣
《創造情緣》（韓語：인연 만들기）是韓國MBC於2009年10月10日起播放的週末連續劇，故事是以編劇玄高雲的兩部小說《尋找姻緣》及《命運之戀》為基底而編寫。本劇同時為男女主角柳真及奇太映的定情作。

## 剧情简介
柳真饰演一名留学的女律师韩尚恩，有结婚的对象-美国律师男友Alex，却遭到父亲的反对。尚恩全家移民到澳大利亚，并从法学院毕业后成为律师，为了结婚而把美国律师男友Alex带回家中。尚恩的父亲韩京泰是个固执己见的韩国人，坚决反对二人的婚事，并说尚恩的未婚夫在韩国，让她回国见一面再做决定。孝顺的尚恩只好答应父亲回韩国生活一年，如果到时候还不能爱上未婚夫，就让父亲允许自己回来和美国律师男友Alex结婚。
回到韩国的尚恩却与未婚夫金如俊在机场大吵起来，爱情的火花也由此慢慢展开。如俊是一个对结婚一点也不感兴趣，只顾埋头工作的医生，而如俊身边还有对他单相思的沈慧琳。围绕着几个人物展开愉快而充满感性的插曲，尚恩和如俊的浪漫爱情故事也就此开始。

## 人物介紹

### 主要角色
- 柳真 飾 韓尚恩

在美国当律师。把美国男友Alex带回家中，却遭到父亲的强烈反对。在父亲的强烈反对下，孝顺的尚恩只得答应父亲回到韩国和自己素未谋面的未婚夫见一面，并且要在韩国生活一年。
- 奇太映 飾 金如俊

追求完美的医生。凡事一丝不苟力求做到完美，只是对婚姻没有想法，让人一度认为是同性恋，其实是在等待自己的前女友归来。听到父母命令自己与素不相识的女孩结婚后，气得火冒三丈。因为遵守礼教，所以即使和尚恩假恋爱，也希望对方遵守约定，不愿让尚恩与其他男人来往，在交往中不知不觉爱上尚恩。
- 邊宇民 飾 姜海成

海成集團老闆的長子，允熙的初戀情人。雖然因為家裡的反對而與允熙分手並和別的女孩結了婚，不過只過了一年就離了婚。無法忘記允熙，為了重新得到她而承受各種屈辱和蔑視。
- 金正蘭 飾 金允熙

如俊的姐姐，虽想与初恋情人海成相爱，但因遭到海成家里的反对而没能结为伴侣。此后瞒着海成抚养自己与海成生下的孩子。日后海成再次出现在他面前，为了与她结婚而付出各种努力。

### 尚恩家
- 林玄植 飾 允碩朱

尚恩的外祖父，和玉蘭看似不和，但其實彼此有著一種默契。
- 姜南吉 飾 韓慶泰

尚恩的爸爸，碩朱的女婿，非常喜愛如俊這個女婿。
- 姜星 飾 韩孝恩

尚恩的妹妹，精明强干，想与英俊而脾气好的有钱男人结婚，舒舒服服地过日子。习惯凭借靓丽的外表随心所欲地左右他人，却和实习医生的拌嘴擦出火花。

### 如俊家
- 潘曉靜 飾 鄭玉蘭

如俊的奶奶，非常重視如俊的婚姻，常常用裝病來逼如俊和尚恩結婚。
- 崔尚勳 飾 金太修

如俊的父親，非常喜愛尚恩這個媳婦，極力將如俊和尚恩湊在一起。
- 楊姬瓊 飾 朴金子

如俊的母親，雖然常和珍希爭吵，但是相較於尚恩這個突然出現的媳婦，還是比較喜愛惠琳當自己的媳婦，對尚恩感到有些討厭。
- 李正勛 飾 朴福萬

如俊的舅舅。
- 黃恩惠 飾 金珍珠

允熙及海成的女兒。

### 奎翰家
- 李熙道 飾 沈大煥

惠琳的父親，和珍希重組家庭，非常寵惠琳，是個暴發戶，非常小氣。
- 琴寶羅 飾 申珍希

帶著奎翰嫁給大煥，非常苛薄，常常酸金子，得知奎翰愛上允熙的事實後，無法接受。
- 郑锡遠 飾 郑奎翰

自由职业摄像师，表面是喜欢所有女孩的花花公子，其实一直暗恋着金允熙。擅长所有运动，思想自由，在自己从事的领域敬业而有专长。风度翩翩，相貌英俊，没少让女孩们伤心。
- 李成敏 飾 沈惠琳

父亲靠房地产暴富，对她娇生惯养。一度当过模特，外貌出众，但是个彻头彻尾的庸俗女孩。喜欢如俊并向他求爱，但无论怎么努力，如俊都不为所动。

### 其他角色
- 柳相旭 飾 姜世源

海成集团老板的小儿子。在机场偶然发现儿时的朋友尚恩，认为自己命中注定将与她结婚……
- 白鍾民 飾 閔哲浩

如俊同一醫院的醫師，和孝恩是對歡喜冤家。
- 朴順天 飾 秀晶

尚恩的生母

## 外部連結
- 韓國MBC （页面存档备份，存于）
- 台灣東森 （页面存档备份，存于）（繁體中文）

## 作品的變遷
| MBC 週末劇                                    | MBC 週末劇                                   | MBC 週末劇 |
| --------------------------------------------- | -------------------------------------------- | ---------- |
|                                               | 創造情緣 （2009年10月10日 - 2010年1月24日）  |            |
| 令人垂涎之島 （2009年8月8日 - 2009年9月26日） | 蒲公英家族 （2010年1月30日 - 2010年7月25日） |            |

| 臺灣 東森戲劇台 星期一至五 22:00 - 24:00 · 5月26日改為21:00 - 23:00 · 6月14日改為21:00 - 22:00 | 臺灣 東森戲劇台 星期一至五 22:00 - 24:00 · 5月26日改為21:00 - 23:00 · 6月14日改為21:00 - 22:00 | 臺灣 東森戲劇台 星期一至五 22:00 - 24:00 · 5月26日改為21:00 - 23:00 · 6月14日改為21:00 - 22:00 |
| ---------------------------------------------------------------------------------------------- | ---------------------------------------------------------------------------------------------- | ---------------------------------------------------------------------------------------------- |
|                                                                                                | 天降情緣 （2011年5月25日 - 2011年6月17日）                                                     |                                                                                                |
| 禁忌的愛戀 （2011年2月11日 - 2011年5月25日）                                                   | 慾望之火 （2011年6月14日 - 2011年9月7日）                                                      |                                                                                                |

| 新加坡 马来西亚 Oh!K 星期一至五 23:00 - 24:15 | 新加坡 马来西亚 Oh!K 星期一至五 23:00 - 24:15 | 新加坡 马来西亚 Oh!K 星期一至五 23:00 - 24:15 |
| --------------------------------------------- | --------------------------------------------- | --------------------------------------------- |
|                                               | 結緣 （2021年4月19日－2021年5月31日）         |                                               |
| 爱属于自己 （2021年2月8日－2021年4月16日）    | 兒子傢伙們 （2021年6月1日－2021年8月9日）     |                                               |